# Liste der Baudenkmäler in Hilpoltstein
Auf dieser Seite sind die Baudenkmäler in der mittelfränkischen Stadt Hilpoltstein zusammengestellt. Diese Tabelle ist eine Teilliste der Liste der Baudenkmäler in Bayern. Grundlage ist die Bayerische Denkmalliste, die auf Basis des Bayerischen Denkmalschutzgesetzes vom 1. Oktober 1973 erstmals erstellt wurde und seither durch das Bayerische Landesamt für Denkmalpflege geführt wird. Die folgenden Angaben ersetzen nicht die rechtsverbindliche Auskunft der Denkmalschutzbehörde.

## Ensembles

### Ensemble Altstadt Hilpoltstein mit Burg

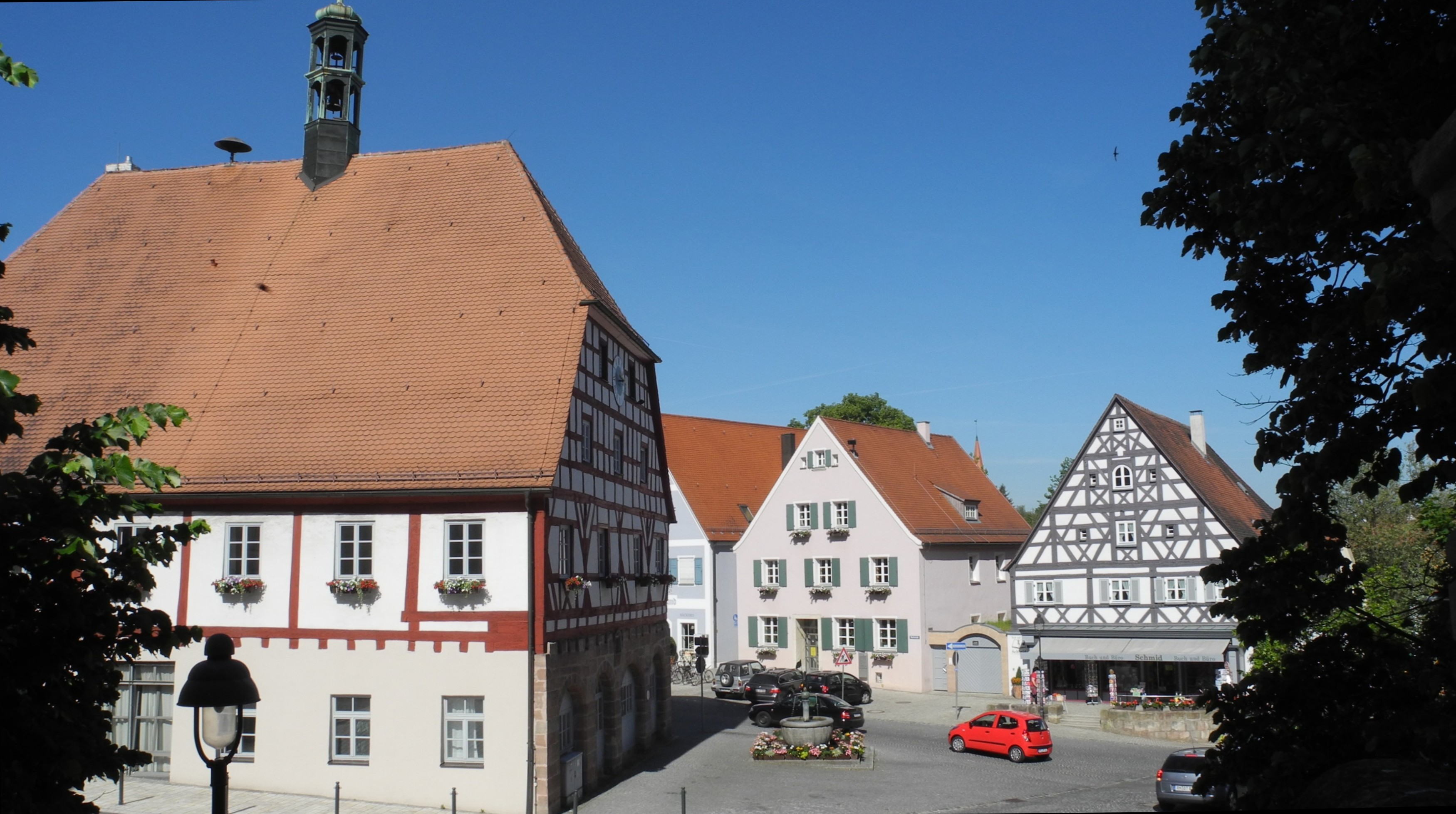

Das Ensemble schließt den historischen, zum größeren Teil noch von den Befestigungsmauern umgebenen Bereich von Burg und Stadt Hilpoltstein ein. Die am Rande des Rödenbachtals gelegene Stadt verdankt ihre Entstehung der wohl zu Anfang des 12. Jahrhunderts von den Grafen von Abenberg auf einem Rotsandsteinfelsen gegründeten Burg. Sie gelangte nach dem Aussterben der Abenberger, um 1230, an die Herren von Stein, die 1385 ausstarben; ihr Leitname Hilpolt ging auf die im 12./13. Jahrhundert unterhalb der Burg an der Durchgangsstraße und südöstlich der Rödenbachbrücke entstandenen Siedlung über, die 1345 erstmals als Stadt genannt wurde. Von der Burg beherrscht und überragt, lässt der etwa dreieckige Grundriss der Stadt weitgehend planmäßige Züge erkennen. Der eigentliche kleine Marktplatz mit dem freistehenden, 1544 zuerst genannten Rathaus am Fuße des Aufgangs zur Burg bildet dabei den Angelpunkt für die vier wichtigsten Straßenachsen. Die Kirchenstraße bildet mit ihrem nordöstlichen Zweig (Maria-Dorothea-Straße) den alten Aufgang zur Burg, in ihrer westlichen Verlängerung (Zwingerstraße, bis Nr. 2) macht sie die alte, bis 1860 durch das Untere Tor geschlossene Eingangssituation in die Stadt noch anschaulich. Marktstraße (Unterer Markt) und Christoph-Sturm-Straße (Oberer Markt), die südwärts ausstrahlen und parallel zur südlichen Stadtmauer durch die Siegertstraße verbunden sind, erschließen das wichtigste bürgerliche Viertel der Stadt; die Sturmstraße, im Süden zweimal abgewinkelt, bis 1887 durch das Heidecker Tor abgeschlossen, folgt gleichzeitig dem Zug der alten Durchgangsstraße. Die Johann-Friedrich-Straße (Spitalgasse) erschließt das nördliche, ackerbürgerlich geprägte Stadtviertel, in welchem das monumentale spätgotische Jahrsdorfer Haus, ein Adelssitz, und der Finanzamts-Bau von 1903 eigene Akzente setzen.

Gleichfalls am Fuß des Burgbergs befand sich wohl schon in mittelalterlicher Zeit die Pfarrkirche, von 1372 bis zur Reformation mit einem Chorstift verbunden, dessen Bauten 1619 dem Neubau der pfalzneuburgischen Residenz weichen mussten. Die Stadt war nach 1385 bayerisch und 1505 der Jungen Pfalz zugeschlagen worden; nach dem Tode des Pfalzgrafen Ottheinrich, 1604, wurde sie zum Witwensitz der Pfalzgräfin Maria Dorothea ausersehen und stand bis zu deren Tod 1639 im Rang einer Residenzstadt. Nachdem die Burg den Ansprüchen des kleinen Hofstaats nicht genügen konnte, entstand die Residenz mit dem Festsaaltrakt 1619 gegenüber dem Rathaus und seitlich der Kirche. Mit der Giebelfront der Residenz und ein Jahrhundert später mit der barockisierten Pfarrkirche, ihrer Schauwand und ihrer Terrasse, erhielt der alte Mittelpunkt der Stadt eine gesteigerte städtebauliche Bedeutung, die bürgerliche, herrschaftliche und kirchliche Selbstdarstellung anschaulich werden lässt. In der Bebauung, die in der Regel durch zweigeschossige, ziegelgedeckte Giebelhäuser geprägt ist, heben sich außerdem der ehemalige Kornkasten (Landratsamt) am Burgberg, die Bauten des 17./18. Jahrhunderts in der Vorburg (Krankenhaus) und das spätgotische Jahrsdorferhaus besonders ab.

Von der Stadtbefestigung, die innerhalb des Stadtbildes z. T. mitwirkt, sich nach außen vor allem von Nordwesten her eindrucksvoll darstellt, haben sich der Zug der Nordwestseite, die Verbindungsmauer aus der Nordspitze (hier moderne Durchfahrt) bis zur Burg, der Zug der Südseite und kleine Reste der Südostseite erhalten. Die Anlage ist spätmittelalterlich und wurde 1544 erneuert; von den vier Türmen steht nur der Töttlesturm im Südwesten, von den zwei Toren keines mehr aufrecht.
Aktennummer: E-5-76-127-1

## Stadtbefestigung
| Lage                                                  | Objekt                      | Beschreibung | Akten-Nr.             | Bild                      |
| ----------------------------------------------------- | --------------------------- | --- | --------------------- | ------------------------- |
| An der Stadtmauer ()                                  | Zug der Stadtmauer          | Spätmittelalterlich, 1544 ausgebaut | D-5-76-127-1 Wikidata | Zug der Stadtmauer        |
| An der Stadtmauer 6, 8, 10, 12, 14, 16, 18 (Standort) | Hierzu Reste der Stadtmauer | Spätmittelalterlich, überbaut | D-5-76-127-1 Wikidata | BW                        |
| An der Stadtmauer 6; Döderleinsweg 2 (Standort)       | Stadtbefestigung            | In Teilen an der West-, Süd-, Ost- und Nordostseite erhaltene ehemalige Ringmauer, heute teilweise unterbrochen und überbaut, ursprünglich dreiecksförmige Anlage mit zahlreichen Befestigungstürmen (nur noch Töfflesturm erhalten) und zwei Stadttoren (nicht erhalten), im Nordosten an die Burgruine grenzend, Mauerwerk aus Sandsteinquadern mit Zangenlöchern, spätmittelalterlich, 1544 erweitert, an Ostseite (Höhe Marktstraße 10) bezeichnet „1802“ Ehemaliger Befestigungsturm, sogenannter Töfflesturm oder Döderleinsturm, an der Südwestecke der ehemaligen Stadtbefestigung gelegen, dreigeschossiger Sandsteinquaderbau mit Walmdach und zweigeschossigem Vorbau mit Fachwerkobergeschoss, im Kern 13. Jahrhundert | D-5-76-127-1 Wikidata | BW                        |
| Doederleinsweg ()                                     | Zug der Stadtmauer          | Spätmittelalterlich, bei Nr. 2 überbaut, bei Nr. 4 unterbrochen. Bei Christoph-Sturm-Straße 28 in Neubau einbezogen, Töfflesturm mit kleinem Fachwerkvorbau (Nr. 2) | D-5-76-127-1 Wikidata | weitere Bilder            |
| Johann-Friedrich-Straße 2-6, 8 (Standort)             | Hierzu jeweils Stadtmauer   | Spätmittelalterlich, 1544 erweitert, zum Teil überbaut | D-5-76-127-1 Wikidata | BW                        |
| Johann-Friedrich-Straße 17, 19, 21, 23, 25 (Standort) | Hierzu jeweils Stadtmauer   | Spätmittelalterlich, 1544 erweitert, zum Teil überbaut | D-5-76-127-1          | Hierzu jeweils Stadtmauer |
| Marktstraße 12, 14 (Standort)                         | Hierzu Stadtmauer           | Spätmittelalterlich, 1544 erweitert, zum Teil überbaut | D-5-76-127-1 Wikidata | BW                        |
| Marktstraße 18, 20, 22, 24, 26 (Standort)             | Hierzu Stadtmauer           | Spätmittelalterlich, 1544 erweitert, zum Teil überbaut | D-5-76-127-1          | Hierzu Stadtmauer         |
| Spitalwinkel 12, 14 (Standort)                        | Hierzu Stadtmauer           | Spätmittelalterlich, 1544 erweitert | D-5-76-127-1 Wikidata | BW                        |

## Baudenkmäler nach Ortsteilen

### Hilpoltstein
| Lage                                                                  | Objekt                                                                                         | Beschreibung | Akten-Nr.               | Bild                                                                                           |
| --------------------------------------------------------------------- | ---------------------------------------------------------------------------------------------- | --- | ----------------------- | ---------------------------------------------------------------------------------------------- |
| Christoph-Sturm-Straße 2 (Standort)                                   | Apotheke                                                                                       | Zweigeschossiger, giebelständiger Halbwalmdachbau mit traufseitigem Anbau an der Nordseite und Eisenbalkon über toskanischen Säulen, im Kern 17./18. Jahrhundert, bezeichnet „1602“, Anfang 19. Jahrhundert klassizistisch umgestaltet | D-5-76-127-4 Wikidata   | Apotheke                                                                                       |
| Christoph-Sturm-Straße 3 (Standort)                                   | Bürgerhaus                                                                                     | Zweigeschossiger, giebelständiger Sandsteinquaderbau mit Steilsatteldach, 17./18. Jahrhundert | D-5-76-127-5 Wikidata   | Bürgerhaus                                                                                     |
| Christoph-Sturm-Straße 4 (Standort)                                   | Bürgerhaus                                                                                     | Zweigeschossiger, giebelständiger Steilsatteldachbau mit Fachwerkobergeschoss und -giebel, 18. Jahrhundert | D-5-76-127-6 Wikidata   | Bürgerhaus                                                                                     |
| Christoph-Sturm-Straße 5 (Standort)                                   | Gasthaus                                                                                       | Zweigeschossiger, giebelständiger Satteldachbau, 18. Jahrhundert Wirtshausausleger, schmiedeeisern, in barocken Formen | D-5-76-127-7            | Gasthaus                                                                                       |
| Christoph-Sturm-Straße 6 (Standort)                                   | Bürgerhaus                                                                                     | Zweigeschossiger, giebelständiger und verputzter Massivbau mit Satteldach und Fachwerkgiebel, 18. Jahrhundert | D-5-76-127-8 Wikidata   | Bürgerhaus                                                                                     |
| Christoph-Sturm-Straße 7, 9 (Standort)                                | Bürgerhaus                                                                                     | Erdgeschossiger, giebelständiger und verputzter Steilsatteldachbau, im Kern 15. Jahrhundert, im 19. Jahrhundert erneuert Hinterhaus, zweigeschossiger Fachwerkbau mit Satteldach, wohl Mitte 16. Jahrhundert, im 19. Jahrhundert erneuert | D-5-76-127-10 Wikidata  | Bürgerhaus                                                                                     |
| Christoph-Sturm-Straße 8 (Standort)                                   | Bürgerhaus                                                                                     | Zweigeschossiger, giebelständiger und verputzter Fachwerkbau mit Steilsatteldach, 18. Jahrhundert | D-5-76-127-9 Wikidata   | Bürgerhaus                                                                                     |
| Christoph-Sturm-Straße 10 (Standort)                                  | Bürgerhaus                                                                                     | Erdgeschossiger, giebelständiger Steilsatteldachbau mit Fachwerkgiebel, bezeichnet „1706“ | D-5-76-127-11 Wikidata  | Bürgerhaus                                                                                     |
| Christoph-Sturm-Straße 16 (Standort)                                  | Bürgerhaus, sogenanntes Reichlerhaus                                                           | Zweigeschossiger, giebelständiger Schopfwalmdachbau mit vorkragendem Fachwerkobergeschoss und -giebel und einachsigem, mit dem Kernbau durch Schleppdach verbundenen Anbau an der Ostseite, bezeichnet „1499“, Anbau 1553 | D-5-76-127-12 Wikidata  | Bürgerhaus, sogenanntes Reichlerhaus                                                           |
| Christoph-Sturm-Straße 31 (Standort)                                  | Bürgerhaus                                                                                     | Schmaler, zweigeschossiger und giebelständiger Satteldachbau mit verputztem Fachwerkobergeschoss, 18. Jahrhundert | D-5-76-127-17 Wikidata  | Bürgerhaus                                                                                     |
| Dreifaltigkeitsweg 1; Nähe Gredinger Straße (Standort)                | Katholische Kapelle Heilige Dreifaltigkeit                                                     | Putzbau mit Steilsatteldach und Dachreiter über dem dreiseitigen Chorschluss, bezeichnet „1692“; mit Ausstattung Auffahrtsallee, wohl 18. Jahrhundert | D-5-76-127-20 Wikidata  | BW                                                                                             |
| Gänsbach (Standort)                                                   | Figur des heiligen Johann Nepomuk                                                              | Bemalte Steinfigur auf der Brüstung der Gänsbachbrücke, darunter Inschriftstein, Mitte 18. Jahrhundert, Inschriftstein bezeichnet „1843“ | D-5-76-127-71 Wikidata  | weitere Bilder                                                                                 |
| Gredinger Straße 1 (Standort)                                         | Ehemaliges Gasthaus                                                                            | Zweigeschossiger, traufseitiger und verputzter Sandsteinquaderbau mit Satteldach, einseitig abgewalmt, bezeichnet „1847“ | D-5-76-127-23 Wikidata  | Ehemaliges Gasthaus                                                                            |
| Heidecker Straße (Standort)                                           | Apothekergarten                                                                                | Südlich an die äußere Stadtmauer angrenzende ummauerte Anlage, Mitte 18. Jahrhundert Gartenhaus, pavillonartig, barock, Mitte 18. Jahrhundert, bezeichnet „1754“ Teile der Einfriedung, Sandsteinquadermauer, wohl 18. Jahrhundert | D-5-76-127-18 Wikidata  | BW                                                                                             |
| Heidecker Straße 6 (Standort)                                         | Wohnhaus                                                                                       | Zweigeschossiger Walmdachbau mit Fachwerkobergeschoss, 19. Jahrhundert | D-5-76-127-24 Wikidata  | BW                                                                                             |
| Hinter dem Schloss, östlich hinter der Hilpoltsteiner Burg (Standort) | Freyerskeller                                                                                  | Sehr große, tonnengewölbte Kelleranlage mit Sandsteinquaderzugang, wohl 11./12. Jahrhundert; verändert 1220/30 | D-5-76-127-143 Wikidata | BW                                                                                             |
| Jahnstraße 1 a (Standort)                                             | Wohnhaus                                                                                       | Zweigeschossiger Walmdachbau mit Fachwerkobergeschoss und dreiseitigem Risalit, erste Hälfte 19. Jahrhundert | D-5-76-127-21 Wikidata  | BW                                                                                             |
| Jahnstraße 2; Heidecker Straße 1 a (Standort)                         | Wohnhaus in Ecklage                                                                            | Zweigeschossiger Sandsteinquaderbau mit Walmdach, erstes Viertel 19. Jahrhundert Ehemalige Scheune, erdgeschossiger, giebelständiger Sandsteinquaderbau mit Satteldach, 19. Jahrhundert Nebengebäude, erdgeschossiger Sandsteinquader- und Fachwerkbau mit Satteldach, 19. Jahrhundert | D-5-76-127-25 Wikidata  | BW                                                                                             |
| Johann-Friedrich-Straße 7 (Standort)                                  | Ehemaliges Chorherrenhaus                                                                      | Schmaler, zweigeschossiger und giebelständiger Satteldachbau mit Sandsteinerdgeschoss und vorkragendem Fachwerkobergeschoss und -giebel, bezeichnet „1491“ | D-5-76-127-134 Wikidata | Ehemaliges Chorherrenhaus                                                                      |
| Johann-Friedrich-Straße 13 (Standort)                                 | Adelssitz, sogenanntes Jahrsdorferhaus                                                         | Dreigeschossiger Schopfwalmdachbau mit Sandsteinerdgeschoss und Fachwerkobergeschossen mit Ziegelausfachung und vorkragenden Giebelgeschossen, nordwestlich auf der Stadtmauer ruhend, bezeichnet „1523“; siehe Stadtbefestigung. | D-5-76-127-28 Wikidata  | weitere Bilder                                                                                 |
| Kirchenstraße 1 (Standort)                                            | Ehemalige Herzogliche Residenz, jetzt Amtsgericht und Finanzamt                                | Dreigeschossiger, giebelständiger Sandsteinquaderbau mit Satteldach und seitlichem zweigeschossigem Trakt mit Verbindungsbau zur Kirche, 1619; Stuckdecken mit Motiven aus Astrologie und antiker Mythologie | D-5-76-127-31 Wikidata  | weitere Bilder                                                                                 |
| Kirchenstraße 3 (Standort)                                            | Katholische Pfarrkirche St. Johann Baptist                                                     | Verputzter Saalbau mit Satteldach, Lisenengliederung, geschweiftem Giebel an der Eingangsfassade, seitlichem Turm mit Haube und Laterne und eingezogenem Chor mit dreiseitigem Schluss, Langhaus mit Spiegelgewölbe mit Stichkappen und Doppelempore, im Kern spätgotisch, Chor und Turmunterbau 1473, Barockisierung seit 1714, Turmabschluss 1714, Langhausneubau von Franz Keller, 1732; mit Ausstattung Kirchenterrasse mit Sandsteinquaderbrüstung, am westlichen Treppenaufgang zwei farblich gefasste Apostelfiguren aus Sandstein, spätgotisch, wohl Ende 15. Jahrhundert; siehe auch St. Johannes (Hilpoltstein) | D-5-76-127-32 Wikidata  | weitere Bilder                                                                                 |
| Kirchenstraße 6 (Standort)                                            | Pfarrhaus                                                                                      | Zweigeschossiger, giebelständiger Satteldachbau mit Putzgliederung, seitlichem Bodenerker und steinerner Pietà in Ecknische, 1912 Hofmauer mit Toreinfahrt, Sandsteinquaderbau, gleichzeitig | D-5-76-127-33 Wikidata  | Pfarrhaus                                                                                      |
| Kirchenstraße 7 (Standort)                                            | Wohnhaus                                                                                       | Zweigeschossiger, traufseitiger Putzbau mit Satteldach und Rundbogenportal, im Kern 17. Jahrhundert | D-5-76-127-34 Wikidata  | BW                                                                                             |
| Kirchenstraße 9 (Standort)                                            | Ehemaliges Schwesternhaus                                                                      | Zweigeschossiger Putzbau mit Mansardwalmdach, erste Hälfte 19. Jahrhundert | D-5-76-127-35 Wikidata  | Ehemaliges Schwesternhaus                                                                      |
| Kirchenstraße 14, 16 (Standort)                                       | Bürgerhaus                                                                                     | Zweigeschossiger, traufseitiger Satteldachbau mit Sandsteinerdgeschoss und Fachwerkobergeschoss und -giebel, 17./18. Jahrhundert | D-5-76-127-36 Wikidata  | Bürgerhaus                                                                                     |
| Kirchenstraße 18, 20 (Standort)                                       | Doppelhaus                                                                                     | Zweigeschossiger, traufseitiger Fachwerkbau mit Satteldach, um 1700 | D-5-76-127-135 Wikidata | Doppelhaus                                                                                     |
| Kirchenstraße 22 (Standort)                                           | Türgewände                                                                                     | Sandstein, 17. Jahrhundert | D-5-76-127-37 Wikidata  | Türgewände                                                                                     |
| Kirchenstraße 24 (Standort)                                           | Bürgerhaus                                                                                     | Zweigeschossiger, traufseitiger und verputzter Fachwerkbau mit Satteldach, einseitig mit Halbwalm, im Kern spätgotisch, Erneuerung bezeichnet „1918“ | D-5-76-127-38 Wikidata  | BW                                                                                             |
| Kolpingstraße 2 (Standort)                                            | Ehemaliges Tagelöhnerhaus                                                                      | Doppelwohnhaus, erdgeschossiger, giebelständiger und verputzter Satteldachbau, teilweise Fachwerk, wohl 18. Jahrhundert | D-5-76-127-147 Wikidata | BW                                                                                             |
| Kolpingstraße 4 (Standort)                                            | Ehemaliges Tagelöhnerhaus                                                                      | Zweigeschossiger, giebelständiger und verputzter Fachwerkbau mit Satteldach, im Kern erste Hälfte 16. Jahrhundert | D-5-76-127-148 Wikidata | BW                                                                                             |
| Kolpingstraße 7 (Standort)                                            | Bürgerhaus                                                                                     | Zweigeschossiger, giebelständiger Krüppelwalmdachbau mit „Eulenloch“, Fachwerkobergeschoss und -giebel, wohl 16. Jahrhundert | D-5-76-127-136 Wikidata | Bürgerhaus                                                                                     |
| Maria-Dorothea-Straße 2 (Standort)                                    | Wohnhaus in Ecklage                                                                            | Erdgeschossiger, traufseitiger Satteldachbau, Sandsteinquader und Fachwerk, um Mitte 19. Jahrhundert | D-5-76-127-40 Wikidata  | Wohnhaus in Ecklage                                                                            |
| Maria-Dorothea-Straße 3 (Standort)                                    | Wohnhaus                                                                                       | Zweigeschossiger, traufseitiger Satteldachbau mit Fachwerkobergeschoss und -giebel und erdgeschossigem Vorbau mit Sandsteintürgewände, bezeichnet „1616“ | D-5-76-127-41 Wikidata  | BW                                                                                             |
| Maria-Dorothea-Straße 4 (Standort)                                    | Ehemaliges Mesnerhaus                                                                          | In Hanglage, zweigeschossiger, traufseitiger Satteldachbau mit Fachwerkobergeschoss und -giebel, bezeichnet „1612“ | D-5-76-127-42 Wikidata  | Ehemaliges Mesnerhaus                                                                          |
| Maria-Dorothea-Straße 5, 7 (Standort)                                 | Burgruine                                                                                      | Anlage um 1220/30 über einen Vorgängerbau des 11. Jahrhunderts, um 1400 umgebaut, im 17. Jahrhundert verwahrlost, seit dem 18. Jahrhundert Ruine; Hauptburg mit Bergfried, Resten des Wohnhauses und Ringmauer, auf Felsenbank aus Sandstein errichtet, Zugang über geschlossenes Treppenhaus im Süden mit Portal mit bossierten Hermenpilastern, Sandsteinquaderbauten, Portal bezeichnet „1606“ Ehemalige Vorburg mit Schloss, dreiflügelige, zwei- bis dreigeschossige Putzbauten mit Satteldach mit hofseitigen Fensterrahmungen, barock, im Kern mittelalterlich, 1606 erneuert, bezeichnet „1772“ Torbauten mit Ringmauer nach Osten, erdgeschossiger Sandsteinquaderbau mit Satteldach, daneben spitzbogige Toröffnung in Sandsteinquadermauer, östliche Ringmauer aus Sandsteinquadern mit segmentbogiger Toröffnung, mittelalterlich, östliche Toröffnung um 1611 | D-5-76-127-43 Wikidata  | weitere Bilder                                                                                 |
| Maria-Dorothea-Straße 8 (Standort)                                    | Ehemaliger Hofkasten, jetzt Zweigstelle des Landratsamtes                                      | Mächtiger dreigeschossiger Sandsteinquaderbau mit Halbwalmdach und Lisenenverstärkung an den Giebeln, spätgotisch, 1473 | D-5-76-127-44 Wikidata  | Ehemaliger Hofkasten, jetzt Zweigstelle des Landratsamtes                                      |
| Marktstraße (Standort)                                                | Marktbrunnen mit Brunnenmännlein                                                               | Steinernes Brunnenbecken mit Bronzefigur auf mittiger Steinsäule, Bronzefigur aus der Gießerei Pankraz und Georg Labenwolf, 1560 | D-5-76-127-46 Wikidata  | Marktbrunnen mit Brunnenmännlein                                                               |
| Marktstraße 1 (Standort)                                              | Rathaus                                                                                        | Freistehender, zweigeschossiger Sandsteinquaderbau mit hohem Halbwalmdach, Fachwerkobergeschoss und -giebel und Dachreiter, spätmittelalterlich, 1417, 1885 verändert; mit Ausstattung | D-5-76-127-45 Wikidata  | weitere Bilder                                                                                 |
| Marktstraße 2 (Standort)                                              | Bürgerhaus                                                                                     | Zweigeschossiger, giebelständiger Satteldachbau mit Fachwerkobergeschoss und -giebel, Mitte 16. Jahrhundert, Umbau 1680, Erdgeschoss modern verändert Rückseitig Stadtmauer, überbaut, siehe Stadtbefestigung | D-5-76-127-47 Wikidata  | Bürgerhaus                                                                                     |
| Marktstraße 3 (Standort)                                              | Bürgerhaus, ehemaliges Krämeranwesen                                                           | Zweigeschossiger, giebelständiger Satteldachbau mit verputztem Fachwerk und rustiziertem Erdgeschoss, spätmittelalterlich, im 18. Jahrhundert barock und um 1900 umgeformt Scheune, Fachwerkbau mit Satteldach, 16. Jahrhundert | D-5-76-127-140 Wikidata | Bürgerhaus, ehemaliges Krämeranwesen                                                           |
| Marktstraße 4 (Standort)                                              | Ehemaliges Bürgerhaus, jetzt städtisches Verwaltungsgebäude                                    | Zweigeschossiger, giebelständiger Satteldachbau, um Mitte 19. Jahrhundert Rückseitig Stadtmauer, überbaut, siehe Stadtbefestigung | D-5-76-127-48 Wikidata  | Ehemaliges Bürgerhaus, jetzt städtisches Verwaltungsgebäude                                    |
| Marktstraße 5, 7 (Standort)                                           | Doppelhaus                                                                                     | Zweigeschossiger, giebelständiger Satteldachbau mit Fachwerkgiebel, 17./18. Jahrhundert | D-5-76-127-49 Wikidata  | Doppelhaus                                                                                     |
| Marktstraße 8 (Standort)                                              | Gasthof                                                                                        | Zweigeschossiger, giebelständiger Putzbau mit Satteldach und zweigeschossigem, traufseitigem Flügel mit Durchfahrt, 18. Jahrhundert Scheune im Hof, erdgeschossiger Fachwerkbau mit Satteldach, 18. Jahrhundert Rückseitig Stadtmauer, überbaut, siehe Stadtbefestigung | D-5-76-127-51 Wikidata  | Gasthof                                                                                        |
| Marktstraße 10 (Standort)                                             | Gasthaus                                                                                       | Zweigeschossiger, verputzter Sandsteinquaderbau mit Steilwalmdach und niedrigerem traufseitigen Flügel mit Durchfahrt, hofseitiger Flügel mit Fachwerkobergeschoss und Laubengang, 18./frühes 19. Jahrhundert Wirtshausausleger, schmiedeeisern, klassizistisch, frühes 19. Jahrhundert Zwei ehemalige Scheunen über Teilen der Stadtmauer und eines Turms, heute Museum, zweigeschossige, giebelständige Satteldachbauten mit Fachwerkobergeschoss und -giebel, außenseitig abgewalmt, spätmittelalterlich, 1544, außenseitig bezeichnet „1802“ Nebengebäude, erdgeschossiger, hakenförmiger Fachwerkbau auf Sandsteinquadersockel mit Satteldach, wohl 18./19. Jahrhundert | D-5-76-127-52 Wikidata  | Gasthaus                                                                                       |
| Marktstraße 16 (Standort)                                             | Bürgerhaus                                                                                     | Zweigeschossiger, giebelständiger und verputzter Satteldachbau, 17./18. Jahrhundert Rückseitig Stadtmauer, überbaut, siehe Stadtbefestigung | D-5-76-127-54 Wikidata  | Bürgerhaus                                                                                     |
| Nähe Parkweg, im Stadtpark (Standort)                                 | Kapelle                                                                                        | Erdgeschossiger Sandsteinquaderbau mit Satteldach, bezeichnet „1844“ | D-5-76-127-65 Wikidata  | BW                                                                                             |
| Siegertstraße 4 (Standort)                                            | Amtsgebäude                                                                                    | Zweigeschossiger Putzbau mit Walmdach mittigem Zwerchhaus und Fenstergewände und Ecklisenen in Sandstein, um 1900 | D-5-76-127-56 Wikidata  | Amtsgebäude                                                                                    |
| Siegertstraße 11 (Standort)                                           | Bürgerhaus                                                                                     | Zweigeschossiger verputzter Massivbau mit Walmdach, Fassade zweite Hälfte 19. Jahrhundert, Kernbau wohl älter | D-5-76-127-57 Wikidata  | Bürgerhaus                                                                                     |
| Siegertstraße 16 (Standort)                                           | Bürgerhaus                                                                                     | Zweigeschossiger Putzbau mit Steilwalmdach und Aufzugsgaube, im Kern 17./18. Jahrhundert | D-5-76-127-58 Wikidata  | Bürgerhaus                                                                                     |
| Spitalwinkel 1 (Standort)                                             | Ehemaliger Kanzlei- und Festsaaltrakt der herzoglichen Residenz, dann Rentamt, jetzt Finanzamt | Langgestreckter, zweigeschossiger und verputzter Sandsteinquaderbau mit Halbwalmdach, Ostfassade eingeschossig mit Zwerchgiebeln und doppelläufiger Freitreppe, barock, 1619–24, 1818/19 zum Teil abgetragen und zum Rentamt umgebaut | D-5-76-127-59 Wikidata  | Ehemaliger Kanzlei- und Festsaaltrakt der herzoglichen Residenz, dann Rentamt, jetzt Finanzamt |
| Spitalwinkel 2 (Standort)                                             | Wohnhaus                                                                                       | Erdgeschossiger, verputzter Walmdachbau, 19. Jahrhundert | D-5-76-127-60 Wikidata  | BW                                                                                             |
| Spitalwinkel 3 (Standort)                                             | Finanzamt                                                                                      | Zweigeschossiger Putzbau mit Walmdach, Sandsteingliederung und geschweiftem Zwerchgiebel, Neurenaissance, bezeichnet „1903“ Nebengebäude, erdgeschossiger Putzbau mit Walmdach und Sandsteingliederung, gleichzeitig Toreinfahrt mit Eisengittertor, gleichzeitig | D-5-76-127-61 Wikidata  | BW                                                                                             |
| Spitalwinkel 6 (Standort)                                             | Wohnhaus                                                                                       | Zweigeschossiger Putzbau mit Walmdach, erste Hälfte 19. Jahrhundert Garteneinfriedung, Sandsteinquadermauer, gleichzeitig | D-5-76-127-62 Wikidata  | BW                                                                                             |
| Spitalwinkel 10 (Standort)                                            | Wohnhaus                                                                                       | In Hanglage, ein- bis zweigeschossiger, verputzter Walmdachbau mit Zwerchhaus, 19. Jahrhundert Rückwärts Teile der Stadtmauer, siehe Stadtbefestigung | D-5-76-127-63 Wikidata  | BW                                                                                             |
| Sternsingerstraße 3 (Standort)                                        | Wohnhaus                                                                                       | Erdgeschossiger giebelständiger Fachwerkbau mit Steilsatteldach, vorkragenden, verputzten Giebelgeschossen und seitlichem Zwerchhaus, 18. Jahrhundert | D-5-76-127-66 Wikidata  | BW                                                                                             |
| Sternsingerstraße 6 (Standort)                                        | Wohnhaus                                                                                       | Erdgeschossiger, traufseitiger und verputzter Massivbau mit Satteldach, Dachgaube und rückwärtigem Zwerchhaus, erste Hälfte 19. Jahrhundert | D-5-76-127-67 Wikidata  | BW                                                                                             |
| Sternsingerstraße 11 (Standort)                                       | Wohnhaus                                                                                       | Zweigeschossiger, verputzter Walmdachbau, mit reichem Sandsteintürgewände, bezeichnet „1805“ | D-5-76-127-68 Wikidata  | BW                                                                                             |
| Zwingerstraße 6 (Standort)                                            | Ehemalige Bäckerei                                                                             | Zweigeschossiger, verputzter Massivbau mit Walmdach und seitlicher Aufzugsgaube, erstes Viertel 19. Jahrhundert | D-5-76-127-69 Wikidata  | weitere Bilder                                                                                 |
| Zwingerstraße 7 (Standort)                                            | Ehemaliges Forsthaus                                                                           | Zweigeschossiger, verputzter Massivbau mit Walmdach, erstes Viertel 19. Jahrhundert | D-5-76-127-70 Wikidata  | Ehemaliges Forsthaus                                                                           |
| Zwingerstraße 8 (Standort)                                            | Gasthof                                                                                        | Zweigeschossiger, traufseitiger Satteldachbau mit Fachwerkobergeschoss und -giebel, Mitte 17. Jahrhundert | D-5-76-127-137 Wikidata | Gasthof                                                                                        |

### Altenhofen
| Lage                       | Objekt                  | Beschreibung | Akten-Nr.              | Bild |
| -------------------------- | ----------------------- | --- | ---------------------- | ---- |
| Altenhofen A 12 (Standort) | Katholische Ortskapelle | Katholische Ortskapelle, kleiner Putzbau mit Satteldach, Dachreiter und dreiseitigem Schluss, bezeichnet 1785; mit Ausstattung. | D-5-76-127-72 Wikidata | BW   |

### Bischofsholz
| Lage                       | Objekt                  | Beschreibung | Akten-Nr.              | Bild           |
| -------------------------- | ----------------------- | --- | ---------------------- | -------------- |
| In Bischofsholz (Standort) | Katholische Ortskapelle | Katholische Ortskapelle, erdgeschossiger Putzbau mit Satteldach, geschweiftem Giebel und östlichem Turm mit Spitzhelm, innen flachgedeckt, bezeichnet 1796; mit Ausstattung. | D-5-76-127-73 Wikidata | weitere Bilder |

### Eibach
| Lage                 | Objekt                           | Beschreibung | Akten-Nr.              | Bild |
| -------------------- | -------------------------------- | --- | ---------------------- | ---- |
| Eibach 5 (Standort)  | Ehem. Wohnstallhaus              | Ehem. Wohnstallhaus, erdgeschossiger, giebelständiger Satteldachbau mit verputztem Sandsteinmauerwerk und erneuertem Fachwerkgiebel, wohl Ende 18. Jahrhundert  | D-5-76-127-75 Wikidata | BW   |
| Eibach 10 (Standort) | Ehem. Gemeindeschweinehirtenhaus | Ehem. Gemeindeschweinehirtenhaus, erdgeschossiger, verputzter Sandsteinquaderbau mit Satteldach und Fachwerkgiebel, wohl 1. Hälfte 19. Jahrhundert              | D-5-76-127-76 Wikidata | BW   |
| Eibach 13 (Standort) | Katholische Ortskapelle          | Katholische Ortskapelle, Sandsteinquaderbau mit Satteldach, Fassadenturmaufsatz mit Zwiebelhaube und eingezogener Chornische, bezeichnet 1907; mit Ausstattung. | D-5-76-127-74 Wikidata | BW   |

### Federhof
| Lage                   | Objekt                                      | Beschreibung | Akten-Nr.              | Bild |
| ---------------------- | ------------------------------------------- | --- | ---------------------- | ---- |
| In Federhof (Standort) | Katholische Hofkapelle St. Maria Crescentia | Katholische Hofkapelle St. Maria Crescentia, verputzter Rundbau mit Kuppeldach mit Laterne, Ädikulaportal und Zahnschnittfries, in klassizistischen Formen, bezeichnet 1815; mit Ausstattung. | D-5-76-127-77 Wikidata | BW   |

### Fuchsmühle
| Lage                    | Objekt     | Beschreibung | Akten-Nr.              | Bild |
| ----------------------- | ---------- | --- | ---------------------- | ---- |
| Fuchsmühle 1 (Standort) | Fuchsmühle | Fuchsmühle; ehem. Mühle, zweigeschossiger Sandsteinquaderbau mit Steilwalmdach und Gurtgesims, bezeichnet 1777; Hofkapelle, erdgeschossiger Sandsteinquaderbau mit Satteldach, bezeichnet 1777. | D-5-76-127-78 Wikidata | BW   |

### Grauwinkl
| Lage                      | Objekt                  | Beschreibung | Akten-Nr.              | Bild                    |
| ------------------------- | ----------------------- | --- | ---------------------- | ----------------------- |
| Grauwinkl 15 a (Standort) | Katholische Ortskapelle | Katholische Ortskapelle, erdgeschossiger Putzbau mit Satteldach, Dachreiter und profiliertem Sandsteintürgewände, bezeichnet 1814; mit Ausstattung. | D-5-76-127-79 Wikidata | Katholische Ortskapelle |

### Hagenbuch
| Lage                    | Objekt                  | Beschreibung | Akten-Nr.              | Bild                    |
| ----------------------- | ----------------------- | --- | ---------------------- | ----------------------- |
| Hagenbuch 6 (Standort)  | Ehem. Wohnstallhaus     | Ehem. Wohnstallhaus, erdgeschossiger, giebelständiger und verputzter Massivbau mit Satteldach, 1. Hälfte 19. Jahrhundert | D-5-76-127-83 Wikidata | BW                      |
| Hagenbuch 17 (Standort) | Katholische Ortskapelle | Katholische Ortskapelle, rechteckiger Putzbau mit Satteldach und Dachreiter, von Alois Nißlbeck, 1829; mit Ausstattung.  | D-5-76-127-81 Wikidata | Katholische Ortskapelle |

### Häusern
| Lage                  | Objekt                                | Beschreibung | Akten-Nr.     | Bild           |
| --------------------- | ------------------------------------- | --- | ------------- | -------------- |
| In Häusern (Standort) | Katholische Filialkirche St. Leonhard | Katholische Filialkirche St. Leonhard, Putzbau mit Satteldach und Chorturm mit Spitzhelm, eingezogener Chor und Langhaus mit Flachdecke, Turmuntergeschoss mittelalterlich, Langhaus und Turmobergeschoss 1723/24; mit Ausstattung. | D-5-76-127-80 | weitere Bilder |

### Heuberg
| Lage                   | Objekt                                | Beschreibung | Akten-Nr.              | Bild           |
| ---------------------- | ------------------------------------- | --- | ---------------------- | -------------- |
| Heuberg C 8 (Standort) | Katholische Filialkirche St. Walburga | Katholische Filialkirche St. Walburga, Sandsteinquaderbau mit Satteldach und Chorturm mit oktogonalem Glockengeschoss und Spitzhelm, Langhaus und eingezogener Chor flachgedeckt, 1792 über Resten des mittelalterlichen Vorgängerbaues; mit Ausstattung. | D-5-76-127-84 Wikidata | weitere Bilder |

### Hofstetten
| Lage                                     | Objekt                                       | Beschreibung | Akten-Nr.               | Bild           |
| ---------------------------------------- | -------------------------------------------- | --- | ----------------------- | -------------- |
| Am Mühlbach 1 (Standort)                 | Katholische Filialkirche Mariae Verkündigung | Sandsteinquaderbau mit Satteldach und Chorturm mit Spitzhelm, flachgedecktes Langhaus und eingezogener Rechteckchor mit Kreuzrippengewölbe, im Kern gotisch, 14. Jahrhundert, 1737 umgebaut und barockisiert; mit Ausstattung Friedhofsummauerung, Sandsteinquadermauer, 18./19. Jahrhundert | D-5-76-127-85 Wikidata  | weitere Bilder |
| Am Mühlbach 7 (Standort)                 | Ehemalige Mühle                              | Zweigeschossiger Sandsteinquaderbau mit Walmdach, Ecklisenen und Aufzugsgaube, um Mitte 18. Jahrhundert Nebengebäude, kleiner, erdgeschossiger Sandsteinquaderbau mit Satteldach, bezeichnet „1750“ Mühlkanal, offen fließend, an der Südseite der Mühle                                     | D-5-76-127-86 Wikidata  | BW             |
| Hofstettener Hauptstraße 41 (Standort)   | Scheune                                      | Erdgeschossiger Fachwerkbau mit Satteldach und westlichem Sandsteingiebel, frühes 18. Jahrhundert, Sandsteingiebel bezeichnet „1803“ | D-5-76-127-88 Wikidata  | BW             |
| In der Etz, am Kränzleinsberg (Standort) | Brunnenstubenhäuschen                        | Aus Sandsteinquadern gemauerte Brunnenstube, kartiert seit 1604; Teil der historischen städtischen Wasserversorgung | D-5-76-127-142 Wikidata | BW             |

### Jahrsdorf
| Lage                                                                     | Objekt                                | Beschreibung | Akten-Nr.               | Bild           |
| ------------------------------------------------------------------------ | ------------------------------------- | --- | ----------------------- | -------------- |
| Jahrsdorf A 42 (Standort)                                                | Bauernhaus                            | Erdgeschossiger, giebelständiger Massivbau mit Satteldach, Ende 18. Jahrhundert | D-5-76-127-90 Wikidata  | BW             |
| Jahrsdorf A 22 (Standort)                                                | Wohnstallhaus                         | Erdgeschossiger, traufseitiger Satteldachbau mit verputztem Fachwerkgiebel, 18./19. Jahrhundert | D-5-76-127-139 Wikidata | BW             |
| Jahrsdorf A 31 (Standort)                                                | Katholische Pfarrkirche Mariae Geburt | Putzbau mit Pilastergliederung, Walmdach und Chorturm mit Zwiebelhaube, flachgedecktes Langhaus mit Stichkappen und eingezogener Chor mit Kreuzgewölbe, barock, Turm im Unterbau mittelalterlich, Langhaus und Turmobergeschoss von Johann Puchtler, 1729; mit Ausstattung Kirchhofummauerung, Sandsteinquadermauer, wohl 18. Jahrhundert | D-5-76-127-89 Wikidata  | weitere Bilder |
| Jahrsdorf G 3 (Standort)                                                 | Ehemaliges Pfarrhaus                  | Zweigeschossiger, traufseitiger und verputzter Massivbau mit Steilsatteldach, 18. Jahrhundert Nebengebäude, westlich angebaut, erdgeschossiger, verputzter Massivbau mit Schopfwalmdach, gleichzeitig Gittertor, wohl Ende 19. Jahrhundert                                                                                                | D-5-76-127-146 Wikidata | BW             |
| Von Jahrsdorf nach Grauwinkl, an der Straße nach Hilpoltstein (Standort) | Bildstock bei Jahrsdorf               | Sandstein, 17./18. Jahrhundert, Bild modern | D-5-76-127-91 Wikidata  | weitere Bilder |

### Karm
| Lage               | Objekt                                    | Beschreibung | Akten-Nr.              | Bild |
| ------------------ | ----------------------------------------- | --- | ---------------------- | ---- |
| Karm 8 (Standort)  | Wohnstallhaus                             | Erdgeschossiger, verputzter Massivbau mit Steilsatteldach und Fachwerkgiebel, 18./19. Jahrhundert                                 | D-5-76-127-93 Wikidata | BW   |
| Karm 24 (Standort) | Katholische Ortskapelle Beata Maria Virgo | Putzbau mit Satteldach, eingezogenem Chor mit dreiseitigem Schluss und Westturm mit Spitzhelm, 1893, Turm älter; mit Ausstattung. | D-5-76-127-92 Wikidata | BW   |

### Knabenmühle
| Lage                   | Objekt              | Beschreibung                                                                                              | Akten-Nr.     | Bild                |
| ---------------------- | ------------------- | --- | ------------- | ------------------- |
| Knabenmühle (Standort) | Hofkapelle St. Anna | Geschlämmter Sandsteinquaderbau mit Satteldach und Putzbändergliederung, 18. Jahrhundert; mit Ausstattung | D-5-76-127-94 | Hofkapelle St. Anna |

### Lay
| Lage              | Objekt                             | Beschreibung | Akten-Nr.              | Bild                               |
| ----------------- | ---------------------------------- | --- | ---------------------- | ---------------------------------- |
| Lay 18 (Standort) | Katholische Ortskapelle St. Thekla | Putzbau mit Eckpilastern, Satteldach, dreiseitigem Schluss und Fassadenturmaufsatz mit Spitzhelm, um 1766; mit Ausstattung | D-5-76-127-95 Wikidata | Katholische Ortskapelle St. Thekla |

### Lösmühle
| Lage                  | Objekt   | Beschreibung                                                                                             | Akten-Nr.     | Bild     |
| --------------------- | -------- | --- | ------------- | -------- |
| Lösmühle 1 (Standort) | Wohnhaus | Zweigeschossiger, traufseitiger Sandsteinquaderbau mit Satteldach und Fachwerkgiebeln, bezeichnet „1836“ | D-5-76-127-97 | Wohnhaus |

### Marquardsholz
| Lage                                         | Objekt              | Beschreibung                                                                                             | Akten-Nr.              | Bild |
| -------------------------------------------- | ------------------- | --- | ---------------------- | ---- |
| Gallerfeld, am östlichen Ortsrand (Standort) | Katholische Kapelle | Putzbau mit Satteldach und dreiseitigem Schluss, bezeichnet „1949“; mit Ausstattung des 19. Jahrhunderts | D-5-76-127-98 Wikidata | BW   |

### Meckenhausen
| Lage                                                | Objekt                             | Beschreibung | Akten-Nr.               | Bild           |
| --------------------------------------------------- | ---------------------------------- | --- | ----------------------- | -------------- |
| Meckenhausen A 22 (Standort)                        | Katholische Pfarrkirche St. Martin | Putzbau mit Satteldach, eingezogenem Chor mit Dreiseitschluss und eingebautem Eckturm mit Zeltdach und Laterne, Langhaus mit Flachdecke, Chor mit segmentbogiger Stichkappentonne, im Kern spätmittelalterlich, Turm bezeichnet „1482“, Instandsetzung von Niklas Wolf und Endres Lukeneder, um 1645, Verlängerung des Langhauses 1735, Turmvollendung um 1738, Kapellenanbau nördlich des Chores 1912, Anbau an Nordseite 1975; mit Ausstattung Friedhofskapelle, Putzbau mit Satteldach, dreiseitigem Schluss, segmentbogigem Giebel und Stuckdekor, bezeichnet „1905“; mit Ausstattung. | D-5-76-127-99 Wikidata  | weitere Bilder |
| Sandfeld, an der Straße nach Sindersdorf (Standort) | Wegkapelle                         | Sandsteinquaderbau mit Satteldach, Giebelkreuz und halbrunder Chorapsis, 19. Jahrhundert; mit Ausstattung | D-5-76-127-100 Wikidata | BW             |

### Mindorf
| Lage                   | Objekt                               | Beschreibung | Akten-Nr.               | Bild           |
| ---------------------- | ------------------------------------ | --- | ----------------------- | -------------- |
| Mindorf B ()           | Kreuzstein                           | als Sühnekreuz erstellt, Sandsteinplatte mit plastisch ausgearbeiteter Kreuzform, wohl 17. Jh. | D-5-76-127-220          |                |
| Mindorf C 7 (Standort) | Katholische Filialkirche St. Stephan | Verputzter Sandsteinquaderbau mit Satteldach, eingezogenem Chor mit Dreiseitschluss und südlich neben dem Chor angebautem Turm mit Mansarddachhelm, Langhaus mit bemalter Bretterdecke und Empore, Chor mit Flachdecke, im Kern 14. Jahrhundert, Turm 1487, Langhaus um 1594, Chor wohl 17. Jahrhundert; mit Ausstattung Kirchhofummauerung, Sandsteinquadermauer, zum Teil verputzt, wohl 17./18. Jahrhundert | D-5-76-127-101 Wikidata | weitere Bilder |

### Minettenheim
| Lage                       | Objekt                             | Beschreibung                                                | Akten-Nr.               | Bild |
| -------------------------- | ---------------------------------- | ----------------------------------------------------------- | ----------------------- | ---- |
| In Minettenheim (Standort) | Katholische Ortskapelle St. Marien | Erdgeschossiger Putzbau mit Satteldach und Dachreiter, 1853 | D-5-76-127-102 Wikidata | BW   |

### Mörlach
| Lage                          | Objekt                                | Beschreibung | Akten-Nr.               | Bild           |
| ----------------------------- | ------------------------------------- | --- | ----------------------- | -------------- |
| Mörlach C 7 (Standort)        | Katholische Filialkirche St. Hippolyt | Putzbau mit Steilsatteldach und Chorturm mit oktogonalem Glockengeschoss und Zwiebelhaube, flachgedecktes Langhaus und eingezogener Chor mit Tonnengewölbe, im Kern romanisch, um 1700 barockisiert, um 1790 erweitert; mit Ausstattung | D-5-76-127-103 Wikidata | weitere Bilder |
| Mörlach C 15, C 17 (Standort) | Schloss                               | Um einen quadratischen Vorhof gruppierte Anlage mit Herrenhaus, zweigeschossiger Putzbau mit Mansardwalmdach und mittigem Zwerchhausrisalit, zwei Seitenflügeln, jeweils zweigeschossige Putzbauten mit Walmdächern, und gekurvten Eckbauten, erdgeschossige Putzbauten mit Walmdach; spätbarocke Anlage, 1775, Toreinfahrt, fünfteilig, verputzte Steinpfeiler, Eisengitterzaun und -tor, gleichzeitig | D-5-76-127-104 Wikidata | weitere Bilder |

### Oberrödel
| Lage                   | Objekt          | Beschreibung                                                               | Akten-Nr.               | Bild |
| ---------------------- | --------------- | -------------------------------------------------------------------------- | ----------------------- | ---- |
| Oberrödel 1 (Standort) | Ehemalige Mühle | Zweigeschossiger Putzbau mit Steilwalmdach, erstes Drittel 19. Jahrhundert | D-5-76-127-105 Wikidata | BW   |

### Patersholz
| Lage                     | Objekt                  | Beschreibung | Akten-Nr.               | Bild |
| ------------------------ | ----------------------- | --- | ----------------------- | ---- |
| Patersholz 19 (Standort) | Katholische Ortskapelle | Putzbau mit Satteldach, eingezogenem Rechteckchor und Dachreiter über dem Chor, innen flachgedeckt, bezeichnet „1797“; mit Ausstattung Davor flankierend zwei Linden | D-5-76-127-107 Wikidata | BW   |

### Pierheim
| Lage                   | Objekt                                      | Beschreibung | Akten-Nr.               | Bild                                        |
| ---------------------- | ------------------------------------------- | --- | ----------------------- | ------------------------------------------- |
| In Pierheim (Standort) | Katholische Ortskapelle Unserer Lieben Frau | Verputzter Sandsteinquaderbau mit Satteldach, geschweiftem Giebel und Dachreiter, 1820/21, 1928 Anbau der Sakristei; mit Ausstattung | D-5-76-127-108 Wikidata | Katholische Ortskapelle Unserer Lieben Frau |
| Pierheim 16 (Standort) | Ehemaliges Wohnstallhaus                    | Erdgeschossiger, giebelständiger Steilsatteldachbau mit Fachwerkgiebel, wohl Ende 18. Jahrhundert                                    | D-5-76-127-109 Wikidata | Ehemaliges Wohnstallhaus                    |

### Riedersdorf
| Lage                        | Objekt     | Beschreibung                                               | Akten-Nr.               | Bild           |
| --------------------------- | ---------- | ---------------------------------------------------------- | ----------------------- | -------------- |
| Nähe Riedersdorf (Standort) | Kreuzstein | Sandstein, mittelalterlich; an der Straße nach Göggelsbuch | D-5-76-127-110 Wikidata | weitere Bilder |

### Rothenmühle
| Lage                       | Objekt                       | Beschreibung | Akten-Nr.               | Bild |
| -------------------------- | ---------------------------- | --- | ----------------------- | ---- |
| Unterrödel E 31 (Standort) | Ehemalige Mühle, Rothenmühle | Zweigeschossiger, giebelständiger Satteldachbau mit Sandsteinerdgeschoss und Fachwerkobergeschoss und -giebel, rückseitig mit Schopfwalm, erste Hälfte 18. Jahrhundert Scheune, erdgeschossiger, giebelständiger Fachwerkbau mit Satteldach, 18. Jahrhundert Scheune, erdgeschossiger, giebelständiger Fachwerkbau auf hohem Sandsteinquadersockel mit Satteldach, rückseitig mit Schopfwalm, 18. Jahrhundert | D-5-76-127-111 Wikidata | BW   |

### Schweizermühle
| Lage                           | Objekt    | Beschreibung | Akten-Nr.               | Bild |
| ------------------------------ | --------- | --- | ----------------------- | ---- |
| Nähe Schweizermühle (Standort) | Erdkeller | Mit getreppter Sandsteinstirnmauer bekrönt von Figuren, wohl Mitte 19. Jahrhundert Daneben Kruzifix, Gusseisenkreuz, zweite Hälfte 19. Jahrhundert | D-5-76-127-145 Wikidata | BW   |
| Schweizermühle 1 (Standort)    | Scheune   | Sandsteinquader- und Fachwerkbau mit Satteldach, dendrochronologisch datiert 1607/08                                                               | D-5-76-127-144 Wikidata | BW   |

### Seitzenmühle
| Lage                      | Objekt               | Beschreibung                 | Akten-Nr.               | Bild                 |
| ------------------------- | -------------------- | ---------------------------- | ----------------------- | -------------------- |
| Seitzenmühle 1 (Standort) | Türgewände der Mühle | Sandstein, bezeichnet „1852“ | D-5-76-127-112 Wikidata | Türgewände der Mühle |

### Sindersdorf
| Lage                      | Objekt                                | Beschreibung | Akten-Nr.               | Bild           |
| ------------------------- | ------------------------------------- | --- | ----------------------- | -------------- |
| Sindersdorf 22 (Standort) | Katholische Filialkirche St. Walburga | Sandsteinquaderbau mit Satteldach, dreiseitigem Chorschluss und Westturm mit oktogonalem Obergeschoss und Spitzhelm, Langhaus und Chor flachgedeckt, Turmuntergeschosse mittelalterlich, Turmobergeschoss und Langhaus 1709; mit Ausstattung Kirchhofummauerung, Sandsteinquaderbau, 18. Jahrhundert | D-5-76-127-113 Wikidata | weitere Bilder |

### Solar
| Lage                  | Objekt                  | Beschreibung | Akten-Nr.               | Bild                    |
| --------------------- | ----------------------- | --- | ----------------------- | ----------------------- |
| Solar A 15 (Standort) | Katholische Ortskapelle | Erdgeschossiger Sandsteinquaderbau mit Satteldach, Dachreiter und dreiseitigem Schluss, bezeichnet „1877“; mit Ausstattung | D-5-76-127-116 Wikidata | Katholische Ortskapelle |

### Stephansmühle
| Lage                       | Objekt          | Beschreibung | Akten-Nr.      | Bild            |
| -------------------------- | --------------- | --- | -------------- | --------------- |
| Stephansmühle 2 (Standort) | Ehemalige Mühle | Wohnhaus, zweigeschossiger, giebelständiger Frackdachbau mit Fachwerkobergeschoss und -giebel, erste Hälfte 19. Jahrhundert Scheune, Sandsteinquader- und Fachwerkbau mit Halbwalmdach, 18. Jahrhundert Scheune, Sandsteinquaderbau mit Satteldach und Fachwerkgiebel, wohl 18. Jahrhundert | D-5-76-127-117 | Ehemalige Mühle |

### Weiherhaus
| Lage                                                                                              | Objekt     | Beschreibung                                                                                                 | Akten-Nr.               | Bild           |
| ------------------------------------------------------------------------------------------------- | ---------- | --- | ----------------------- | -------------- |
| Höglach, an der Kreisstraße nach Hilpoltstein, an Parkbucht nahe Abzweigung Weiherhaus (Standort) | Steinkreuz | Sandstein, mittelalterlich                                                                                   | D-5-76-127-123          | weitere Bilder |
| Weiherhaus 1 (Standort)                                                                           | Gutshaus   | Zweigeschossiger Sandsteinquaderbau mit Putzbänderwandgliederung und Walmdach, zweite Hälfte 18. Jahrhundert | D-5-76-127-122 Wikidata | BW             |

### Weihersmühle
| Lage                      | Objekt          | Beschreibung                                                                                                   | Akten-Nr.               | Bild |
| ------------------------- | --------------- | --- | ----------------------- | ---- |
| Weihersmühle 1 (Standort) | Mühle, Wohnhaus | Zweigeschossiger, verputzter Sandsteinquaderbau mit Satteldach und einseitigem Fachwerkgiebel, 18. Jahrhundert | D-5-76-127-124 Wikidata | BW   |

### Weinsfeld
| Lage                      | Objekt                              | Beschreibung | Akten-Nr.               | Bild                             |
| ------------------------- | ----------------------------------- | --- | ----------------------- | -------------------------------- |
| Weinsfeld B 19 (Standort) | Wohnstallhaus                       | Erdgeschossiger, giebelständiger Satteldachbau mit Fachwerkgiebel, 18. Jahrhundert | D-5-76-127-128 Wikidata | BW                               |
| Weinsfeld C 3 (Standort)  | Ehemaliges Gasthaus                 | Zweigeschossiger, giebelständiger und verputzter Fachwerkbau mit Satteldach, 17./18. Jahrhundert | D-5-76-127-126 Wikidata | BW                               |
| Weinsfeld E 1 (Standort)  | Katholische Pfarrkirche St. Michael | Teilweise verputzter Sandsteinquaderbau mit Walmdach und Chorturm mit Spitzhelm, flachgedecktes Langhaus mit Bandelwerkstukkaturen und eingezogener Chor mit Kreuzrippengewölbe, im Kern frühes 15. Jahrhundert, nach 1758 erweitert und barockisiert; mit Ausstattung Einfriedung an der Eingangsseite, Eisengitterzaun, wohl zweite Hälfte 19. Jahrhundert | D-5-76-127-125 Wikidata | weitere Bilder                   |
| Weinsfeld E 12 (Standort) | Ehemaliger katholischer Pfarrhof    | Zweigeschossiger, verputzter Massivbau mit Walmdach, erste Hälfte 19. Jahrhundert | D-5-76-127-127 Wikidata | Ehemaliger katholischer Pfarrhof |

### Zell
| Lage                 | Objekt                                                        | Beschreibung | Akten-Nr.               | Bild           |
| -------------------- | ------------------------------------------------------------- | --- | ----------------------- | -------------- |
| Zell A 7 (Standort)  | Katholische Pfarrkirche St. Walburga                          | Sandsteinquaderbau mit Walmdach, eingezogenem Chor mit Dreiseitschluss und seitlich neben dem Chor stehendem Turm mit Zwiebelhaube, von Otto Schulz, 1923; mit Ausstattung des Vorgängerbaus | D-5-76-127-129 Wikidata | weitere Bilder |
| Zell A 9 (Standort)  | Flügel des ehemaligen Schlosses, seit 1872 Taubstummenanstalt | Dreigeschossiger Putzbau mit Walmdach, hofseitig mit Eingangsrisalit und Zwerchgiebel mit Nischenfigur, klassizistisch, 1822–24                                                              | D-5-76-127-130 Wikidata | BW             |
| Zell A 12 (Standort) | Pfarrhaus                                                     | Zweigeschossiger Sandsteinquaderbau mit Walmdach, 1834 | D-5-76-127-132 Wikidata | BW             |
| Zell H 8 (Standort)  | Ehemaliges Gasthaus                                           | Zweigeschossiger Sandsteinquaderbau mit Walmdach, erstes Drittel 19. Jahrhundert | D-5-76-127-131 Wikidata | BW             |

## Ehemalige Baudenkmäler
| Lage                                               | Objekt                            | Beschreibung | Akten-Nr.               | Bild               |
| -------------------------------------------------- | --------------------------------- | --- | ----------------------- | ------------------ |
| Hilpoltstein Christoph-Sturm-Straße 17 (Standort)  | Inschriftstein                    | Sandstein, bezeichnet „1589“ | D-5-76-127-13 Wikidata  | Inschriftstein     |
| Hilpoltstein Christoph-Sturm-Straße 18 (Standort)  | Bürgerhaus                        | Zweigeschossiger, giebelständiger Satteldachbau mit verputztem Fachwerkobergeschoss und Fachwerkgiebel, wohl erste Hälfte 18. Jahrhundert | D-5-76-127-14 Wikidata  | Bürgerhaus         |
| Hilpoltstein Johann-Friedrich-Straße 1 (Standort)  | Gasthaus                          | Zweigeschossiger, traufseitiger Satteldachbau, im Kern 16. Jahrhundert, stark erneuert                                                    | D-5-76-127-26 Wikidata  | Gasthaus           |
| Hilpoltstein Johann-Friedrich-Straße 15 (Standort) | Ehemalige Badstube                | Erdgeschossiger, traufseitiger Satteldachbau, im Kern Fachwerk, 15.–17. Jahrhundert, stark erneuert                                       | D-5-76-127-29 Wikidata  | Ehemalige Badstube |
| Hilpoltstein Marktstraße 6 (Standort)              | Bürgerhaus                        | Zweigeschossiger, giebelständiger Satteldachbau, wohl zweite Hälfte 18. Jahrhundert                                                       | D-5-76-127-50 Wikidata  | Bürgerhaus         |
| Hofstetten Hofstettener Hauptstraße 36 (Standort)  | Wohnstallhaus                     | Erdgeschossiger Satteldachbau, Sandsteinquader und Fachwerk, Anfang 18. Jahrhundert                                                       | D-5-76-127-87 Wikidata  | BW                 |
| Lösmühle Lösmühle 1 (Standort)                     | Privatkapelle Maria (Mutter Jesu) | 1859 | D-5-76-127-96 Wikidata  | BW                 |
| Tandl Tandl 3 (Standort)                           | Bauernhaus                        | Erdgeschossiger Giebelbau mit seitlichem Zwerchhausausbau, 18./19. Jahrhundert                                                            | D-5-76-127-119 Wikidata | BW                 |
| Tandl In Tandl (Standort)                          | Ausstattung der Kapelle           | Barock, 18. Jahrhundert | D-5-76-127-118 Wikidata | BW                 |
| Unterrödel Unterrödel A 6 (Standort)               | Wappenrelief                      | Im Giebel und Türgewände, Anfang 19. Jahrhundert                                                                                          | D-5-76-127-121 Wikidata | BW                 |
| Unterrödel Unterrödel C 6 (Standort)               | Türgewände                        | Sandstein, erste Hälfte 19. Jahrhundert                                                                                                   | D-5-76-127-120 Wikidata | BW                 |
| Zell Zell H 18 (Standort)                          | Türgewände                        | Bezeichnet „1853“ | D-5-76-127-133 Wikidata | BW                 |

## Abgegangene Baudenkmäler
In diesem Abschnitt sind Objekte aufgeführt, die früher einmal in der Denkmalliste eingetragen waren, jetzt aber nicht mehr existieren, z. B. weil sie abgebrochen wurden. Aktennummern in diesem Abschnitt sind ehemalige, jetzt nicht mehr gültige Aktennummern.

| Lage                                              | Objekt           | Beschreibung | Akten-Nr.               | Bild |
| ------------------------------------------------- | ---------------- | --- | ----------------------- | ---- |
| Hilpoltstein Christoph-Sturm-Straße 27 (Standort) | Gasthaus         | Zweigeschossiger Giebelbau, Fachwerk verputzt, 18. Jahrhundert; mit traufseitigem Längsflügel                                                        | D-5-76-127-16 Wikidata  | BW   |
| Hilpoltstein Kolpingstraße 8 (Standort)           | Wohnhaus         | Ein- bis zweigeschossiger, giebelständiger und verputzter Frackdachbau, wohl massiv, im Kern 16./17. Jahrhundert, äußere Erscheinung 19. Jahrhundert | D-5-76-127-39 Wikidata  | BW   |
| Grauwinkl Grauwinkl 5 (Standort)                  | Wohnstallhaus    | Wohnstallhaus, erdgeschossiger, giebelständiger Satteldachbau mit verputztem Fachwerkgiebel, Mitte 19. Jahrhundert                                   | D-5-76-127-138 Wikidata | BW   |
| Hagenbuch Hagenbuch 1 (Standort)                  | Türstock und Tür | Türstock und Tür, Holz, Biedermeier, 1. Hälfte 19. Jahrhundert                                                                                       | D-5-76-127-82 Wikidata  | BW   |
| Sindersdorf Sindersdorf 12 (Standort)             | Türstock         | Mit geschnitztem Ornament, und Haustür, bezeichnet „1883“                                                                                            | D-5-76-127-114 Wikidata | BW   |
| Sindersdorf Sindersdorf 13 (Standort)             | Bauernhaus       | Erdgeschossiger, giebelständiger und verputzter Fachwerkbau mit Satteldach und kleinem seitlichen Anbau, wohl erste Hälfte 19. Jahrhundert           | D-5-76-127-115 Wikidata | BW   |
| Solar Solar B 12 (Standort)                       | Wohnstallhaus    | Erdgeschossiger Schopfwalmdachbau mit massivem Erdgeschoss und verputztem Fachwerkgiebel, dendrochronologisch datiert 1700/1701                      | D-5-76-127-141 Wikidata | BW   |